# Zalutschia lingulata
Zalutschia lingulata är en tvåvingeart som beskrevs av Ole Anton Saether 1976. Zalutschia lingulata ingår i släktet Zalutschia och familjen fjädermyggor. Arten är reproducerande i Sverige. Inga underarter finns listade i Catalogue of Life.